# Жизнь настоящих ковбоев
Жизнь настоящих ковбоев — второй студийный альбом советской панк-рок группы «Объект насмешек». Был записан в 1988 году в городе Ленинграде. Альбом состоит из 8 оригинальных композиций и является одним из культовых альбомов группы.

## Об альбоме
Переломный альбом группы, кульминация их панк-роковой составляющей и постепенное переключение тематики композиций с остросоциальной на бытовую, что придало альбому интересный окрас. Звучание альбома отличается от предыдущих работ коллектива, в которых нередко вокал специально растворялся в шуме инструментов, как того требует традиционный панк-рок. Звук на альбоме достаточно жёсткий, однако мелодии более выраженные, с посылом к блюзовым корням рок-музыки. Некоторые фанаты считают, что в это время постепенно начался переход группы к более лёгкому звучанию, воплощенному чуть позже на альбоме «Сделано в джунглях».
В 2022 году началась подготовка второй части трибьюта Рикошету и группе «Объект насмешек» «Выхода Дракона». Музыканты группы «Кино» и бывший участник «Объекта насмешек» Евгений Фёдоров записали новую версию песни «Любовь к оружию». В том же году альбом был перевыпущен на виниловых пластинках.

## Список композиций
Автор всех песен — Рикошет (кроме последней).
1. «Голод»
2. «Самоудовлетворение»
3. «Любовь к оружию»
4. «Бей с правой!»
5. «Жизнь настоящих ковбоев»
6. «Неформальный рок-н-ролл»
7. «Кроме слова любовь»
8. «Бляха-муха» (Андрей Михайлов)

## Музыканты
- Александр «Рикошет» Аксёнов — вокал, перкуссия (2, 5, 6)
- Андрей «Дюша» Михайлов — гитара
- Евгений «Ай-яй-яй» Фёдоров — бас, вокал (1-5, 8)
- Сергей Шарков — барабаны
- Вячеслав Харинов — саксофоны (1, 5, 7)
- группа ЛЕДИ (Львов) — бэк-вокал (5-7)

запись: Андрей Журавлёв при участии Виктора Глазкова (с) 1989 MCI \ «Мелодия»